# Lohja
Lohja [ˈlɔhjɑ] (schwed. Lojo) ist eine Stadt im Süden Finnlands mit 45.811 Einwohnern (Stand 31. Dezember 2022).

## Geografie
Lohja liegt 60 Kilometer westlich von Helsinki im Westen der südfinnischen Landschaft Uusimaa am Ufer des Sees Lohjanjärvi. Nachbarstädte und -gemeinden sind Karkkila und Vihti im Nordosten, Siuntio im Südosten, Ingå im Süden, Raseborg im Südwesten, Salo im Westen, Somero im Nordwesten sowie Tammela im Norden.
Das Stadtgebiet Lohjas umfasst seit der Eingemeindung mehrerer Nachbargemeinden außer der eigentlichen Kernstadt ein ausgedehntes Gebiet von insgesamt 1109,7 Quadratkilometern (davon 170,6 Quadratkilometer Binnengewässer).
Zur Stadt Lohja gehören außer der Kernstadt sieben weitere Siedlungszentren (taajama); außerdem liegt ein kleinerer Teil von Nummela, dem Hauptort der Nachbargemeinde Vihti, im Stadtgebiet Lohjas (Einwohnerzahlen zum 31. Dezember 2011):
- Kernstadt (33.393 Einwohner)
- Saukkola (1.038 Einwohner)
- Sammatti (872 Einwohner)
- Pusula (787 Einwohner)
- Karjalohja (597 Einwohner)
- Nummi (512 Einwohner)
- Vasarla (257 Einwohner)
- Ikkala (256 Einwohner)
- Nummela (Teil) (255 Einwohner)

## Geschichte
Die älteste urkundliche Erwähnung von Lohja stammt aus dem Jahr 1323. Aus dem späten 15. Jahrhundert stammt die St.-Laurentius-Kirche, eine der wichtigsten mittelalterlichen Kirchenbauten Finnlands. Die Feldsteinkirche ist mit außergewöhnlich gut erhaltenen Wandmalereien aus dem 16. Jahrhundert ausgestattet und ist heute die wichtigste Sehenswürdigkeit der Stadt. Im 16. Jahrhundert entstand in Lohja die erste Erzgrube Finnlands. 1926 wurde Lohja als Marktflecken aus der umgebenden Landgemeinde Lohja gelöst. 1969 wurde der Marktflecken zur Stadt erhoben. 1997 erfolgte der Zusammenschluss der Stadt und der Gemeinde Lohja. Zum Jahresbeginn 2009 wurde die Nachbargemeinde Sammatti eingemeindet, 2013 folgten Karjalohja und Nummi-Pusula.

## Bevölkerung
Die Einwohnerzahl Lohjas beträgt 45.811 (Stand 31. Dezember 2022). Durch die Eingemeindung von Sammatti, Karjalohja und Nummi-Pusula hat sich die Einwohnerzahl seit 2009 um mehr als 10.000 vergrößert. Knapp 1700 Einwohner Lohjas, 3,8 Prozent der Bevölkerung, sprechen Schwedisch als Muttersprache (Stand: 2012). Trotz des niedrigen Anteils der finnlandschwedischen Minderheit an der Bevölkerung macht die Gemeinde aus historischen Gründen von einer Sonderregelung des Sprachengesetzes Gebrauch und ist offiziell zweisprachig mit Finnisch als Mehrheits- und Schwedisch als Minderheitssprache.

## Politik

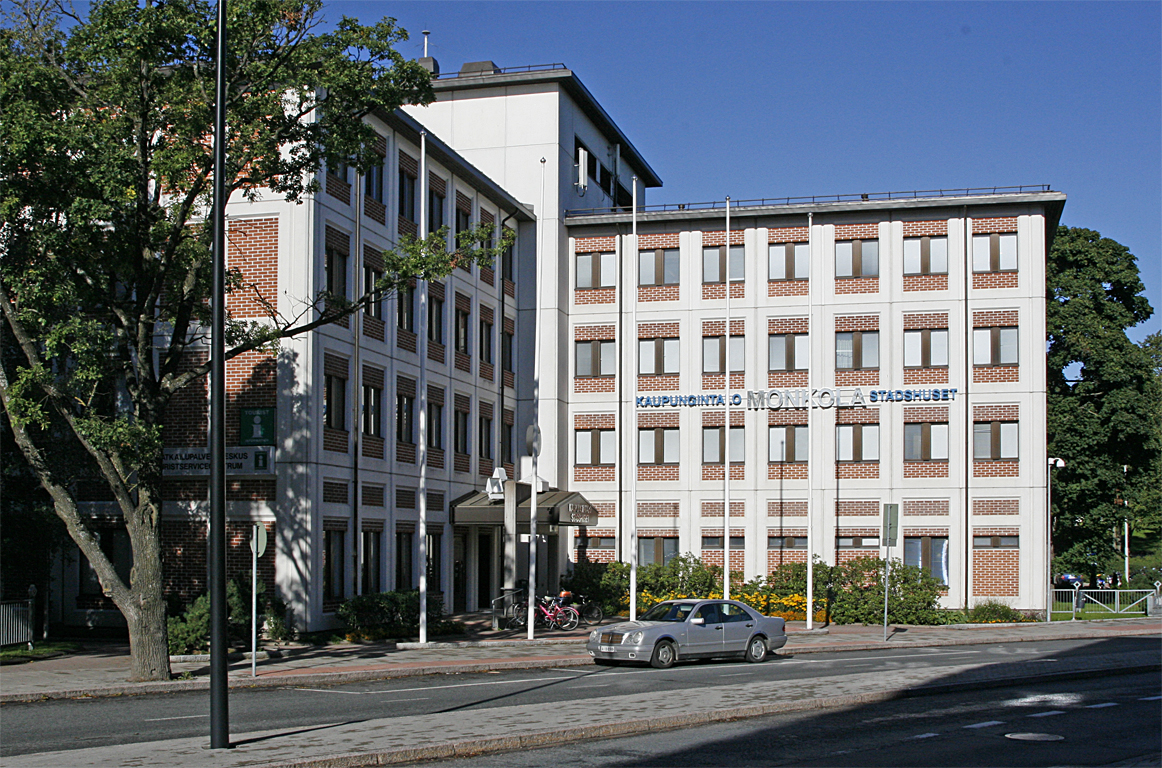
Das Stadthaus von Lohja ist Sitz des Stadtrates.

Die stärksten Parteien in Lohja sind die Sozialdemokraten sowie die konservative Sammlungspartei. Bei der Kommunalwahl 2012 erhielten die Sozialdemokraten 23 Prozent der Stimmen, im Stadtrat, der höchsten Entscheidungsinstanz in lokalen Angelegenheiten, stellen sie 12 von 51 Abgeordneten. Die Sammlungspartei folgt als zweitstärkste Kraft mit 20 Prozent der Stimmen und elf Sitzen im Stadtrat. Die dritte große Partei des Landes, die Zentrumspartei spielt dagegen mit einem einstelligen Wahlergebnis und fünf Sitzen im Stadtrat wie allgemein in den Städten Südfinnlands nur eine untergeordnete Rolle. Recht stark vertreten sind die rechtspopulistischen „Wahren Finnen“ mit sieben, das Linksbündnis mit sechs und der Grüne Bund mit fünf Abgeordneten. Drei Sitze im Stadtrat entfallen auf das lokale Wahlbündnis Meidän Lohja („Unser Lohja“). Ebenfalls im Stadtrat vertreten sind die Schwedische Volkspartei, die politische Vertretung der Finnlandschweden, und die Christdemokraten mit jeweils einem Sitz.
| Partei                  | Wahlergebnis | Sitze |
| ----------------------- | ------------ | ----- |
| Sozialdemokraten        | 23,2 %       | 12    |
| Sammlungspartei         | 20,2 %       | 11    |
| Wahre Finnen            | 13,3 %       | 07    |
| Linksbündnis            | 11,6 %       | 06    |
| Zentrumspartei          | 09,7 %       | 05    |
| Grüner Bund             | 09,6 %       | 05    |
| Meidän Lohja            | 06,2 %       | 03    |
| Schwedische Volkspartei | 03,0 %       | 01    |
| Christdemokraten        | 02,8 %       | 01    |

## Verkehr
Die autobahnartig ausgebaute Staatsstraße 1 von Helsinki nach Turku durchquert Lohja. Zudem liegt Lohja an der Königsstraße, dem alten Weg der schwedischen Könige von Turku nach Viborg. Heute ist die Königsstraße eine touristische Route.

## Sehenswürdigkeiten

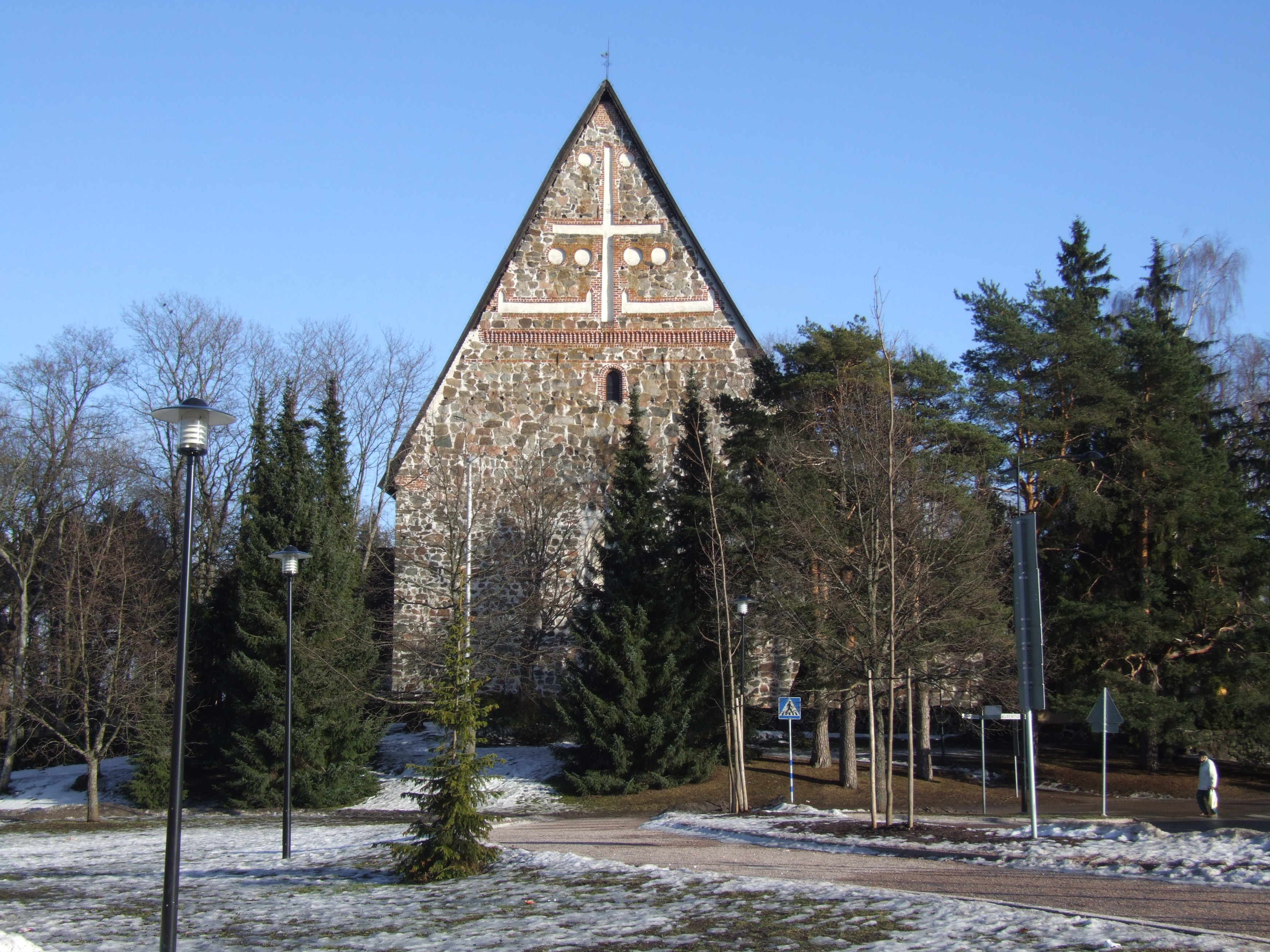
Die Kirche von Lohja

Die Kirche von Lohja gehört zu den bekanntesten mittelalterlichen Steinkirchen in Finnland. Sie wurde Ende des 15. Jahrhunderts erbaut und ist dem Heiligen Laurentius geweiht. Bemerkenswert sind vor allem die reiche Ausstattung mit Seccomalereien aus dem frühen 16. Jahrhundert. In den zu Lohja gehörigen ehemaligen Gemeinden gibt es sechs weitere Gotteshäuser: Die Kirche von Sammatti ist eine kleine Holzkirche aus dem Jahr 1755. In Nummi befindet sich die 1822 im klassizistischen Stil aus Feldstein erbaute Kirche von Nummi. Die hölzerne Kirche von Pusula wurde 1838 nach Plänen von Carl Ludwig Engel erbaut. Ebenfalls hölzern ist die Kirche von Kärkölä von 1842. In Karjalohja befinden sich zwei Kirchen direkt nebeneinander: Die 1860 erbaute Steinkirche von Karjalohja brannte 1970 nach einem Blitzschlag ab und wurde erst 1991 wieder instand gesetzt. Zwischenzeitlich wurde 1977 die moderne Glaskirche von Lohja errichtet.
Der See Lohjanjärvi, mit einer Fläche von 122 Quadratkilometern der größte See von Uusimaa, befindet sich größtenteils im Gemeindegebiet von Lohja. Am Ufer des Sees befindet sich die Höhle von Torhola, die größte Höhle Finnlands. In einer inzwischen stillgelegten Kalksteingrube kann heute das 60 Kilometer lange Stollennetz teilweise besichtigt werden.

## Städtepartnerschaften
- Växjö, Schweden
- Ringerike, Norwegen
- Aabenraa, Dänemark
- Skagaströnd, Island
- Sátoraljaújhely, Ungarn

## Söhne und Töchter der Stadt
- Ari Salin (* 1947), Hürdenläufer und Sprinter
- Marjo Matikainen-Kallström (* 1965), Skilangläuferin und Politikerin
- Marjut Rolig (* 1966), Skilangläuferin
- Mikko Kouki (* 1967), Schauspieler
- Christian Selin (* 1976), Bahn- und Straßenradrennfahrer
- Timo Pärssinen (* 1977), Eishockeyspieler
- Sanna Stén (* 1977), Ruderin
- Samuel T. Turvey (* 1977), britischer Zoologe
- Laura Mononen (* 1984), Skilangläuferin
- Henri Laaksonen (* 1992), schweizerisch-finnischer Tennisspieler
- Jenni Vähämaa (* 1992), Eiskunstläuferin
- Sanni Kurkisuo (* 1993), Sängerin